# 제8비행사단
제8비행사단(일본어: 第8飛行師団 다이하치히코시단[*])은 일본 제국 육군 항공대의 항공사단이다. 통칭호는 "誠 18900".

## 역사
1944년 6월 10일, 도쿄의 제1항공군 사령부에서 제8비행사단 사령부가 편성되고, 이후 타이완섬 타이베이로 옮겨갔다. 타이완과 난세이 제도의 방공임무를 맡았다.
포르모사 공중전에는 해군 항공대의 지휘를 받았다. 오키나와 전투에서 제6항공군 소속 부대로서 특별공격대를 운영하였고, 30개 부대에 245명 가량의 조종사들이 가미카제를 시도하였다. 

## 지휘부
| # | 계급 | 성명          | 취임일          | 이임일 | 비고  |
| - | ---- | ------------- | --------------- | ------ | ----- |
| 1 | 중장 | 야마모토 겐지 | 1944년 6월 10일 | 종전   | [ 1 ] |

| # | 계급 | 성명              | 취임일          | 이임일         | 비고  |
| - | ---- | ----------------- | --------------- | -------------- | ----- |
| 1 | 중좌 | 후루키 시게유키   | 1944년 6월 10일 | 1944년 9월 2일 | [ 2 ] |
| 2 | 대좌 | 기시모토 시게카즈 | 1944년 9월 2일  | 종전           | [ 3 ] |

## 전투 서열, 종전당시
| 전투부대 - 제9비행단 - 비행 제61전대 (중(重)폭) - 제22비행단 - 비행 제17전대 (3식전) - 비행 제19전대 (3식전) - 제25비행단 - 비행 제8전대 (경폭) - 비행 제10전대 (사령부 정찰) - 비행 제13전대 (전투) - 비행 제20전대 (1식전) - 비행 제21전대 (전투) - 비행 제24전대 (전투) - 비행 제50전대 (2식전) - 비행 제58전대 (전투) - 비행 제105전대 (중(重)폭) - 비행 제108전대 (수송) - 비행 제204전대 (2식전) - 비행 제14전대 (중(重)폭) - 비행 제26전대 (1식전) - 비행 제67전대 (전투) - 제206독립비행대 (대잠) - 독립비행 제23중대 (전투) - 독립비행 제46중대 (대잠) | 교도부대 - 제3연성비행대 (전투) - 제7연성비행대 (전투) - 제8연성비행대 (전투) - 제10항공교육대 | 비행장부대 - 제38항공지구사령부 - 제46비행장대대 - 제76비행장대대 - 제39항공지구사령부 - 제87비행장대대 - 제42항공지구사령부 - 제157비행장대대 - 제158비행장대대 - 제52항공지구사령부 - 제187비행장대대 - 제53항공지구사령부 - 제112비행장대대 - 제188비행장대대 | 통신부대 - 제16항공통신연대 - 제16항공통신대 - 제21항공통신대 - 제8항공특종통신대 - 제9항공측량대 - 제82대공무선대 군수(정비, 보급)부대 - 독립정비대 - 제5야전항공수리창 - 제5야전항공보급창 - 제10야전기상대 |

## 장비
- 전투기
  - 1식 전투기
  - 2식 전투기
  - 3식 전투기
- 정찰기
  - 100식 사령부정찰기
- 폭격기
- 대잠기

## 기록

### 계보
- 1944년 6월 10일, 第8飛行師団 →제8비행사단

### 소속
- 해군 항공대, 포르모사 공중전
- 제10방면군, 1944년 10월
- 제6항공군, 오키나와 전투

### 참전
- 제2차 세계 대전 남서태평양 전구
  - 포르모사 공중전
  - 기쿠스이 작전
  - 오키나와 전투

## 참고 자료
- 秦郁彦 (2005). 《日本陸海軍総合事典》 (일본어) 2판. 東京大学出版会.
- 外山操 (1981). 《陸海軍将官人事総覧 陸軍篇》 (일본어). 芙蓉書房.
- 外山操 (1987).  森松俊夫, 편집. 《帝国陸軍編制総覧》 (일본어). 芙蓉書房.
- 木俣滋郎 (1987). 《陸軍航空隊全史》. 航空戦史シリーズ90 (일본어). 朝日ソノラマ.
- 《太平洋戦争師団戦史》. 別冊歴史読本 戦記シリーズNo.32 (일본어). 新人物往来社. 1996.
- 防衛研究所戦史室 (1976). 《陸軍航空の軍備と運用（3）大東亜戦争終戦まで》. 戦史叢書 (일본어). 朝雲新聞社. ASIN: B000J9J2WO.
- 川野剛一 (1998年). 《沖縄作戦を戦い抜いた陸軍航空の記録 台湾・第八飛行師団の戦歴》. 丸エキストラ7月別冊 戦史と旅11　戦史特集・特攻の記録 (일본어). 潮書房. 86-95쪽.